# Coppa del Mondo femminile di pallavolo 2015
La Coppa del Mondo femminile di pallavolo 2015 si è svolta dal 22 agosto al 6 settembre 2015 a Komaki, Matsumoto, Nagoya, Okayama, Sendai e Tokyo, in Giappone: al torneo hanno partecipato dodici squadre nazionali e la vittoria finale è andata per la quarta volta alla Cina.

## Impianti
|                                                                       |                                                                                 |                                                                                     |
|                                                                       |                                                                                 |                                                                                     |
| Park Arena Komaki Città: Komaki Capienza: 5 000 Anno d'apertura: 2001 | Matsumoto City Gymnasium Città: Matsumoto Capienza: 6 000 Anno d'apertura: 1991 | Nagoya Civic General Gymnasium Città: Nagoya Capienza: 10 000 Anno d'apertura: 1997 |
|                                                                       |                                                                                 |                                                                                     |
| Momotaro Arena Città: Okayama Capienza: 11 000 Anno d'apertura: 2005  | Sendai City Gymnasium Città: Sendai Capienza: 5 705 Anno d'apertura: 1984       | Yoyogi National Gymnasium Città: Tokyo Capienza: 13 291 Anno d'apertura: 1964       |

## Regolamento

### Formula
Le squadre hanno disputato un'unica fase, divisa in tre round, con formula del girone all'italiana.

### Criteri di classifica
Se il risultato finale è stato di 3-0 o 3-1 sono stati assegnati 3 punti alla squadra vincente e 0 a quella sconfitta, se il risultato finale è stato di 3-2 sono stati assegnati 2 punti alla squadra vincente e 1 a quella sconfitta.
L'ordine del posizionamento in classifica è stato definito in base a:
- Numero di partite vinte;
- Punti;
- Ratio dei set vinti/persi;
- Ratio dei punti realizzati/subiti;
- Risultati degli scontri diretti.

## Squadre partecipanti
| Squadra         | Qualificazione                              | Ultima partecipazione |
| --------------- | ------------------------------------------- | --------------------- |
| Algeria         | 2ª al campionato africano 2015              | Giappone 2011         |
| Argentina       | 1ª al torneo di qualificazione sudamericano | Giappone 2011         |
| Cina            | 1ª nel ranking AVC                          | Giappone 2011         |
| Corea del Sud   | 3ª nel ranking AVC                          | Giappone 2011         |
| Cuba            | 2ª alla NORCECA Champions Cup 2015          | Giappone 2007         |
| Giappone        | Paese organizzatore                         | Giappone 2011         |
| Kenya           | 1ª al campionato africano 2015              | Giappone 2011         |
| Perù            | 2ª al torneo di qualificazione sudamericano | Giappone 2007         |
| Rep. Dominicana | 1ª alla NORCECA Champions Cup 2015          | Giappone 2011         |
| Russia          | 1ª nel ranking CEV                          | Giappone 1999         |
| Serbia          | 2ª nel ranking CEV                          | Giappone 2011         |
| Stati Uniti     | 1ª al campionato mondiale 2014              | Giappone 2011         |

## Torneo

### Round A

#### Girone A
| 22 agosto 2015 Yoyogi National Gymnasium, Tokyo Durata: 1h:18 - Spettatori: 3 000  | Rep. Dominicana | 0 - 3 | Russia          | 15-25, 18-25, 18-25               |
| 22 agosto 2015 Yoyogi National Gymnasium, Tokyo Durata: 1h:41 - Spettatori: 5 400  | Cuba            | 3 - 1 | Kenya           | 27-25, 25-23, 12-25, 25-22        |
| 22 agosto 2015 Yoyogi National Gymnasium, Tokyo Durata: 1h:24 - Spettatori: 12 000 | Argentina       | 0 - 3 | Giappone        | 16-25, 19-25, 12-25               |
| 23 agosto 2015 Yoyogi National Gymnasium, Tokyo Durata: 1h:29 - Spettatori: 2 500  | Kenya           | 0 - 3 | Rep. Dominicana | 26-28, 24-26, 17-25               |
| 23 agosto 2015 Yoyogi National Gymnasium, Tokyo Durata: 1h:15 - Spettatori: 5 600  | Argentina       | 3 - 0 | Cuba            | 25-15, 25-21, 25-23               |
| 23 agosto 2015 Yoyogi National Gymnasium, Tokyo Durata: 2h:29 - Spettatori: 12 000 | Giappone        | 2 - 3 | Russia          | 25-12, 18-25, 21-25, 25-23, 13-15 |
| 24 agosto 2015 Yoyogi National Gymnasium, Tokyo Durata: 1h:48 - Spettatori: 2 200  | Rep. Dominicana | 3 - 1 | Argentina       | 25-21, 25-22, 19-25, 25-15        |
| 24 agosto 2015 Yoyogi National Gymnasium, Tokyo Durata: 1h:13 - Spettatori: 4 500  | Russia          | 3 - 0 | Kenya           | 25-16, 25-21, 25-21               |
| 24 agosto 2015 Yoyogi National Gymnasium, Tokyo Durata: 1h:18 - Spettatori: 12 000 | Cuba            | 0 - 3 | Giappone        | 15-25, 12-25, 16-25               |
| 26 agosto 2015 Yoyogi National Gymnasium, Tokyo Durata: 1h:17 - Spettatori: 1 900  | Argentina       | 0 - 3 | Russia          | 10-25, 10-25, 16-25               |
| 26 agosto 2015 Yoyogi National Gymnasium, Tokyo Durata: 1h:48 - Spettatori: 4 000  | Cuba            | 1 - 3 | Rep. Dominicana | 22-25, 22-25, 25-18, 23-25        |
| 26 agosto 2015 Yoyogi National Gymnasium, Tokyo Durata: 1h:18 - Spettatori: 12 000 | Giappone        | 3 - 0 | Kenya           | 25-15, 25-20, 25-12               |
| 27 agosto 2015 Yoyogi National Gymnasium, Tokyo Durata: 1h:08 - Spettatori: 2 100  | Russia          | 3 - 0 | Cuba            | 25-19, 25-13, 25-18               |
| 27 agosto 2015 Yoyogi National Gymnasium, Tokyo Durata: 1h:10 - Spettatori: 4 000  | Kenya           | 0 - 3 | Argentina       | 12-25, 17-25, 20-25               |
| 27 agosto 2015 Yoyogi National Gymnasium, Tokyo Durata: 2h:45 - Spettatori: 12 000 | Rep. Dominicana | 2 - 3 | Giappone        | 18-25, 25-20, 32-30, 15-25, 13-15 |

#### Girone B
| 22 agosto 2015 Matsumoto City Gymnasium, Matsumoto Durata: 1h:28 - Spettatori: 2 240 | Stati Uniti   | 3 - 0 | Corea del Sud | 25-15, 25-22, 25-15              |
| 22 agosto 2015 Matsumoto City Gymnasium, Matsumoto Durata: 1h:52 - Spettatori: 2 190 | Serbia        | 1 - 3 | Cina          | 25-19, 23-25, 15-25, 19-25       |
| 22 agosto 2015 Matsumoto City Gymnasium, Matsumoto Durata: 1h:03 - Spettatori: 950   | Perù          | 3 - 0 | Algeria       | 25-16, 25-13, 25-16              |
| 23 agosto 2015 Matsumoto City Gymnasium, Matsumoto Durata: 1h:17 - Spettatori: 1 760 | Corea del Sud | 3 - 0 | Perù          | 25-19, 25-18, 25-18              |
| 23 agosto 2015 Matsumoto City Gymnasium, Matsumoto Durata: 0h:55 - Spettatori: 1 990 | Cina          | 3 - 0 | Algeria       | 25-5, 25-11, 25-8                |
| 23 agosto 2015 Matsumoto City Gymnasium, Matsumoto Durata: 2h:05 - Spettatori: 1 900 | Serbia        | 3 - 2 | Stati Uniti   | 25-20, 22-25, 18-25, 25-19, 15-6 |
| 24 agosto 2015 Matsumoto City Gymnasium, Matsumoto Durata: 1h:07 - Spettatori: 1 670 | Algeria       | 0 - 3 | Corea del Sud | 8-25, 9-25, 19-25                |
| 24 agosto 2015 Matsumoto City Gymnasium, Matsumoto Durata: 1h:04 - Spettatori: 1 120 | Perù          | 0 - 3 | Serbia        | 10-25, 17-25, 10-25              |
| 24 agosto 2015 Matsumoto City Gymnasium, Matsumoto Durata: 1h:30 - Spettatori: 2 100 | Stati Uniti   | 3 - 0 | Cina          | 25-23, 25-17, 25-23              |
| 26 agosto 2015 Matsumoto City Gymnasium, Matsumoto Durata: 1h:01 - Spettatori: 1 160 | Stati Uniti   | 3 - 0 | Perù          | 25-17, 25-15, 25-12              |
| 26 agosto 2015 Matsumoto City Gymnasium, Matsumoto Durata: 0h:58 - Spettatori: 1 830 | Serbia        | 3 - 0 | Algeria       | 25-7, 25-11, 25-3                |
| 26 agosto 2015 Matsumoto City Gymnasium, Matsumoto Durata: 1h:48 - Spettatori: 1 350 | Cina          | 3 - 1 | Corea del Sud | 23-25, 25-15, 25-20, 25-23       |
| 27 agosto 2015 Matsumoto City Gymnasium, Matsumoto Durata: 0h:52 - Spettatori: 990   | Algeria       | 0 - 3 | Stati Uniti   | 7-25, 2-25, 5-25                 |
| 27 agosto 2015 Matsumoto City Gymnasium, Matsumoto Durata: 1h:13 - Spettatori: 1 270 | Perù          | 0 - 3 | Cina          | 11-25, 18-25, 17-25              |
| 27 agosto 2015 Matsumoto City Gymnasium, Matsumoto Durata: 1h:11 - Spettatori: 910   | Corea del Sud | 0 - 3 | Serbia        | 16-25, 19-25, 16-25              |

### Round B

#### Girone A
| 30 agosto 2015 Sendai City Gymnasium, Sendai Durata: 1h:22 - Spettatori: 1 207    | Rep. Dominicana | 0 - 3 | Serbia        | 18-25, 22-25, 22-25               |
| 30 agosto 2015 Sendai City Gymnasium, Sendai Durata: 1h:44 - Spettatori: 4 269    | Russia          | 3 - 0 | Corea del Sud | 25-20, 26-24, 25-22               |
| 30 agosto 2015 Sendai City Gymnasium, Sendai Durata: 1h:23 - Spettatori: 6 381    | Giappone        | 3 - 0 | Perù          | 25-19, 25-21, 25-15               |
| 31 agosto 2015 Sendai City Gymnasium, Sendai Durata: 1h:43 - Spettatori: 794      | Rep. Dominicana | 3 - 1 | Perù          | 25-18, 25-19, 22-25, 25-17        |
| 31 agosto 2015 Sendai City Gymnasium, Sendai Durata: 2h:04 - Spettatori: 3 292    | Russia          | 2 - 3 | Serbia        | 25-22, 25-22, 14-25, 23-25, 12-15 |
| 31 agosto 2015 Sendai City Gymnasium, Sendai Durata: 1h:33 - Spettatori: 6 742    | Giappone        | 3 - 0 | Corea del Sud | 25-17, 26-24, 25-17               |
| 1º settembre 2015 Sendai City Gymnasium, Sendai Durata: 1h:07 - Spettatori: 752   | Russia          | 3 - 0 | Perù          | 25-14, 25-10, 25-20               |
| 1º settembre 2015 Sendai City Gymnasium, Sendai Durata: 1h:53 - Spettatori: 3 085 | Rep. Dominicana | 1 - 3 | Corea del Sud | 25-18, 17-25, 23-25, 18-25        |
| 1º settembre 2015 Sendai City Gymnasium, Sendai Durata: 2h:17 - Spettatori: 6 767 | Giappone        | 2 - 3 | Serbia        | 26-24, 17-25, 14-25, 25-21, 9-15  |

#### Girone B
| 30 agosto 2015 Momotaro Arena, Okayama Durata: 1h:00 - Spettatori: 1 350    | Argentina | 3 - 0 | Algeria     | 25-11, 25-8, 25-11  |
| 30 agosto 2015 Momotaro Arena, Okayama Durata: 1h:03 - Spettatori: 2 100    | Kenya     | 0 - 3 | Stati Uniti | 15-25, 16-25, 13-25 |
| 30 agosto 2015 Momotaro Arena, Okayama Durata: 1h:07 - Spettatori: 2 450    | Cuba      | 0 - 3 | Cina        | 19-25, 10-25, 14-25 |
| 31 agosto 2015 Momotaro Arena, Okayama Durata: 1h:03 - Spettatori: 1 090    | Cuba      | 3 - 0 | Argentina   | 25-17, 25-16, 25-14 |
| 31 agosto 2015 Momotaro Arena, Okayama Durata: 1h:10 - Spettatori: 1 800    | Algeria   | 0 - 3 | Stati Uniti | 16-25, 19-25, 14-25 |
| 31 agosto 2015 Momotaro Arena, Okayama Durata: 1h:03 - Spettatori: 1 290    | Kenya     | 0 - 3 | Cina        | 7-25, 15-25, 14-25  |
| 1º settembre 2015 Momotaro Arena, Okayama Durata: 0h:57 - Spettatori: 570   | Kenya     | 3 - 0 | Algeria     | 25-14, 25-11, 25-11 |
| 1º settembre 2015 Momotaro Arena, Okayama Durata: 1h:06 - Spettatori: 1 510 | Argentina | 0 - 3 | Cina        | 14-25, 15-25, 20-25 |
| 1º settembre 2015 Momotaro Arena, Okayama Durata: 1h:06 - Spettatori: 1 420 | Cuba      | 0 - 3 | Stati Uniti | 15-25, 11-25, 15-25 |

### Round C

#### Girone A
| 4 settembre 2015 Nagoya Civic General Gymnasium, Nagoya Durata: 1h:17 - Spettatori: 1 112 | Rep. Dominicana | 0 - 3 | Cina        | 16-25, 17-25, 19-25        |
| 4 settembre 2015 Nagoya Civic General Gymnasium, Nagoya Durata: 1h:42 - Spettatori: 4 100 | Russia          | 3 - 0 | Stati Uniti | 25-17, 31-29, 25-23        |
| 4 settembre 2015 Nagoya Civic General Gymnasium, Nagoya Durata: 1h:12 - Spettatori: 7 000 | Giappone        | 3 - 0 | Algeria     | 25-8, 25-10, 25-6          |
| 5 settembre 2015 Nagoya Civic General Gymnasium, Nagoya Durata: 1h:06 - Spettatori: 1 200 | Rep. Dominicana | 3 - 0 | Algeria     | 25-11, 25-12, 25-7         |
| 5 settembre 2015 Nagoya Civic General Gymnasium, Nagoya Durata: 1h:54 - Spettatori: 5 450 | Russia          | 1 - 3 | Cina        | 23-25, 15-25, 25-23, 20-25 |
| 5 settembre 2015 Nagoya Civic General Gymnasium, Nagoya Durata: 2h:01 - Spettatori: 7 000 | Giappone        | 1 - 3 | Stati Uniti | 25-20, 23-25, 20-25, 10-25 |
| 6 settembre 2015 Nagoya Civic General Gymnasium, Nagoya Durata: 0h:50 - Spettatori: 1 200 | Russia          | 3 - 0 | Algeria     | 25-5, 25-6, 25-8           |
| 6 settembre 2015 Nagoya Civic General Gymnasium, Nagoya Durata: 1h:06 - Spettatori: 3 100 | Rep. Dominicana | 0 - 3 | Stati Uniti | 10-25, 19-25, 17-25        |
| 6 settembre 2015 Nagoya Civic General Gymnasium, Nagoya Durata: 2h:06 - Spettatori: 7 000 | Giappone        | 1 - 3 | Cina        | 17-25, 25-22, 21-25, 22-25 |

#### Girone B
| 4 settembre 2015 Park Arena Komaki, Komaki Durata: 2h:05 - Spettatori: 375   | Argentina | 3 - 2 | Perù          | 16-25, 25-20, 21-25, 25-22, 15-12 |
| 4 settembre 2015 Park Arena Komaki, Komaki Durata: 1h:07 - Spettatori: 366   | Cuba      | 0 - 3 | Serbia        | 22-25, 19-25, 15-25               |
| 4 settembre 2015 Park Arena Komaki, Komaki Durata: 1h:10 - Spettatori: 388   | Kenya     | 0 - 3 | Corea del Sud | 16-25, 16-25, 19-25               |
| 5 settembre 2015 Park Arena Komaki, Komaki Durata: 1h:30 - Spettatori: 1 083 | Cuba      | 3 - 1 | Perù          | 13-25, 25-16, 25-18, 25-19        |
| 5 settembre 2015 Park Arena Komaki, Komaki Durata: 1h:05 - Spettatori: 1 216 | Kenya     | 0 - 3 | Serbia        | 11-25, 14-25, 19-25               |
| 5 settembre 2015 Park Arena Komaki, Komaki Durata: 1h:19 - Spettatori: 1 011 | Argentina | 0 - 3 | Corea del Sud | 21-25, 17-25, 20-25               |
| 6 settembre 2015 Park Arena Komaki, Komaki Durata: 2h:14 - Spettatori: 990   | Kenya     | 3 - 2 | Perù          | 23-25, 29-27, 25-27, 25-23, 15-13 |
| 6 settembre 2015 Park Arena Komaki, Komaki Durata: 1h:55 - Spettatori: 1 825 | Argentina | 2 - 3 | Serbia        | 16-25, 19-25, 25-20, 25-23, 4-15  |
| 6 settembre 2015 Park Arena Komaki, Komaki Durata: 1h:58 - Spettatori: 1 098 | Cuba      | 3 - 2 | Corea del Sud | 25-22, 18-25, 16-25, 30-28, 15-13 |

### Classifica
| Pos | Squadra         | Pt | G  | V  | P  | SV | SP | Ratio | PF  | PS  | Ratio |
| --- | --------------- | -- | -- | -- | -- | -- | -- | ----- | --- | --- | ----- |
| 1   | Cina            | 30 | 11 | 10 | 1  | 30 | 7  | 4.285 | 900 | 658 | 1.367 |
| 2   | Serbia          | 26 | 11 | 10 | 1  | 31 | 11 | 2.818 | 964 | 739 | 1.304 |
| 3   | Stati Uniti     | 28 | 11 | 9  | 2  | 29 | 7  | 4.142 | 859 | 617 | 1.392 |
| 4   | Russia          | 27 | 11 | 9  | 2  | 30 | 8  | 3.750 | 889 | 702 | 1.266 |
| 5   | Giappone        | 22 | 11 | 7  | 4  | 27 | 14 | 1.928 | 922 | 779 | 1.183 |
| 6   | Corea del Sud   | 16 | 11 | 5  | 6  | 18 | 19 | 0.947 | 816 | 787 | 1.036 |
| 7   | Rep. Dominicana | 16 | 11 | 5  | 6  | 18 | 21 | 0.857 | 835 | 859 | 0.972 |
| 8   | Argentina       | 12 | 11 | 4  | 7  | 15 | 23 | 0.652 | 738 | 819 | 0.901 |
| 9   | Cuba            | 11 | 11 | 4  | 7  | 13 | 25 | 0.520 | 740 | 876 | 0.844 |
| 10  | Kenya           | 5  | 11 | 2  | 9  | 7  | 29 | 0.241 | 683 | 844 | 0.809 |
| 11  | Perù            | 5  | 11 | 1  | 10 | 9  | 30 | 0.300 | 732 | 899 | 0.814 |
| 12  | Algeria         | 0  | 11 | 0  | 11 | 0  | 33 | 0.000 | 326 | 825 | 0.395 |

## Podio

### Campione
Formazione: 1 Yuan, 2 Zhu, 5 Shen, 6 Yang, 7 Wei, 8 Zeng, 9 Zhang C., 11 Zhang X., 15 Lin, 16 Ding, 17 Yan, 18 Wang, 19 Liu Y., 21 Liu X., CT: Lang

### Secondo posto
Formazione: 3 Buša, 4 Živković, 5 M. Popović, 6 Malešević, 9 Mihajlović, 10 Ognjenović, 11 Veljković, 12 Nikolić, 13 Bjelica, 15 Stevanović, 16 Rašić, 17 S. Popović, 18 Ćebić, 19 Bošković, CT: Terzić

### Terzo posto
Formazione: 1 Glass, 2 Banwarth, 8 Gibbemeyer, 10 Larson, 11 Hodge, 13 Harmotto, 14 Fawcett, 15 Hill, 16 Akinradewo, 17 Hagglund, 18 Kreklow, 21 Dixon, 23 Robinson, 25 Lowe, CT: Kiraly

## Classifica finale
| Pos | Squadre         | Qualificazione              |
| --- | --------------- | --------------------------- |
|     | Cina            | Giochi della XXXI Olimpiade |
|     | Serbia          | Giochi della XXXI Olimpiade |
|     | Stati Uniti     |                             |
| 4   | Russia          |                             |
| 5   | Giappone        |                             |
| 6   | Corea del Sud   |                             |
| 7   | Rep. Dominicana |                             |
| 8   | Argentina       |                             |
| 9   | Cuba            |                             |
| 10  | Kenya           |                             |
| 11  | Perù            |                             |
| 12  | Algeria         |                             |

## Premi individuali
| Premio                 | Nome                | Squadra         |
| ---------------------- | ------------------- | --------------- |
| MVP                    | Zhu Ting            | Cina            |
| Miglior palleggiatrice | Niverka Marte       | Rep. Dominicana |
| Miglior opposto        | Natalija Hončarova  | Russia          |
| Miglior schiacciatrice | Brankica Mihajlović | Serbia          |
| Miglior schiacciatrice | Tat'jana Košeleva   | Russia          |
| Miglior centrale       | Daimara Lescay      | Cuba            |
| Miglior centrale       | TeTori Dixon        | Stati Uniti     |
| Miglior libero         | Brenda Castillo     | Rep. Dominicana |